# Giraffa (costellazione)
La Giraffa (in latino Camelopardalis) è una grande ma debole costellazione dell'emisfero nord. È stata registrata per la prima volta da Jakob Bartsch, genero di Keplero, nel 1624, ma è stata probabilmente inventata in precedenza da Petrus Plancius. È una delle 88 costellazioni moderne.

## Caratteristiche

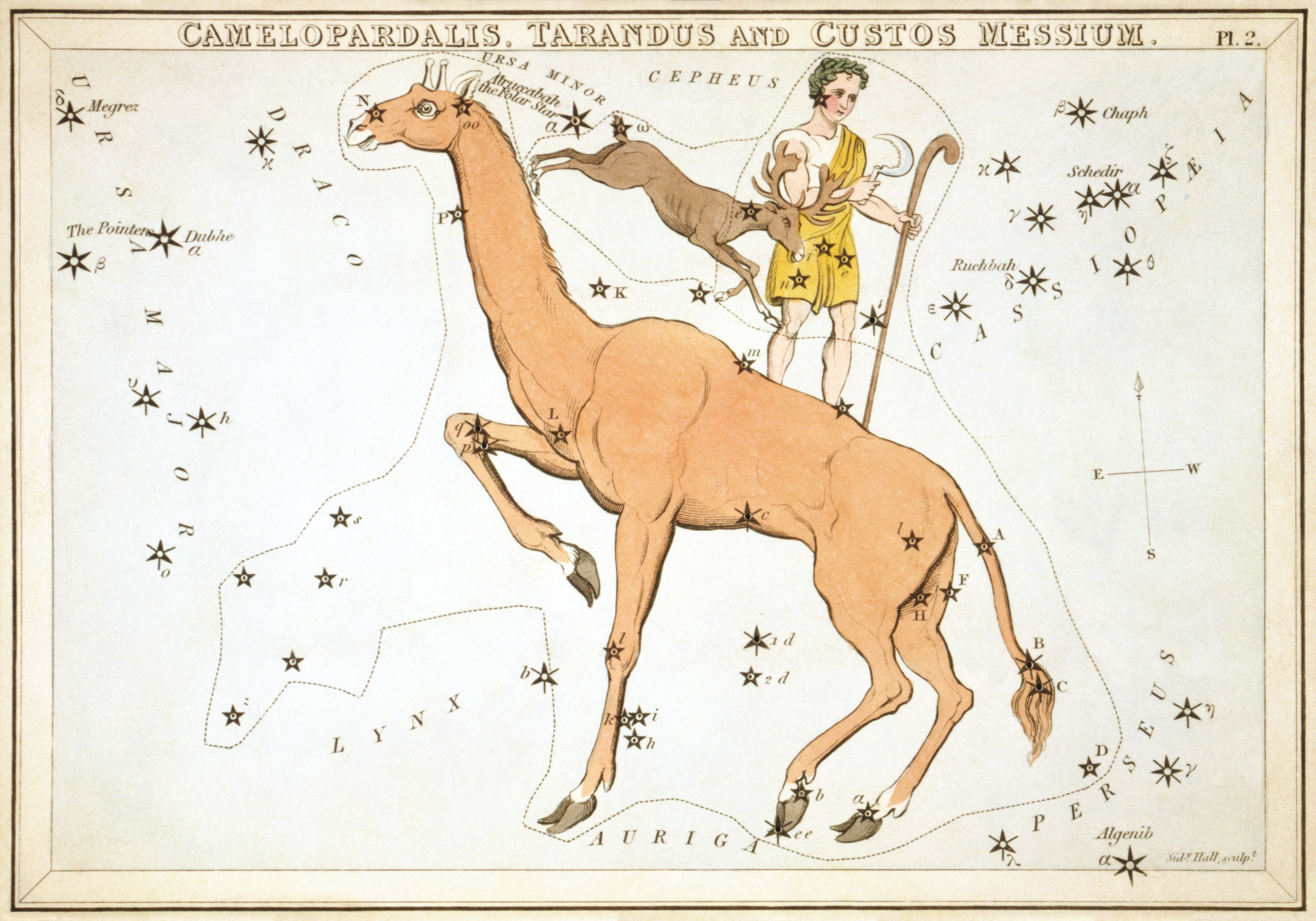
La costellazione della Giraffa rappresentata nel 1825.

La costellazione occupa una regione buia e dimenticata (almeno dagli astrofili) del cielo boreale; in questa regione sono presenti solo alcune stelle di quarta e di quinta magnitudine, pertanto dalle aree urbane, dove la magnitudine limite è inferiore, l'area di cielo occupata dalla Giraffa appare come un grande spazio vuoto privo di stelle, uno dei più estesi dell'intera volta celeste. A ciò si aggiunge la presenza di molte nubi oscure che mascherano la scia luminosa della Via Lattea, che avrebbe dovuto lambire la parte meridionale della costellazione. Le stelle più luminose della Giraffa sono solo di quarta magnitudine e si trovano tutte sull'estremità meridionale, a contatto con la Via Lattea; le altre regioni sono occupate solo da stelle di quinta grandezza e più deboli.
A ulteriore testimonianza della scarsa attenzione dimostrata da popoli e studiosi per questa regione di cielo, nessuna delle stelle della costellazione porta un nome proprio e solo tre riportano la nomenclatura di Bayer.
La Giraffa si presenta circumpolare per intero fino alle latitudini medio-basse boreali, mentre la parte più settentrionale arriva fino a pochi gradi dal polo nord celeste; dall'emisfero australe è invece non osservabile per gran parte delle sue latitudini.

### Stelle
- β Camelopardalis è la stella più luminosa: si tratta di una supergigante gialla di magnitudine 4,03, posta alla distanza di quasi mille anni luce.
- CS Camelopardalis è una stella supergigante blu debolmente variabile la cui magnitudine media è 4,21; la sua distanza è di oltre 4000 anni luce, trovandosi così all'esterno del nostra braccio di spirale.
- α Camelopardalis è una supergigante blu di magnitudine 4,26; la sua distanza stimata è di 5240 anni luce e si trova sul Braccio di Perseo.

### Stelle doppie
Nella vasta estensione della costellazione sono visibili un numero relativamente ristretto di stelle doppie di facile risoluzione.
- 11 Camelopardalis e 12 Camelopardalis formano una coppia di stelle dai colori contrastanti molto facile da risolvere anche con un binocolo, essendo separate da circa 3'; le componenti sono una azzurra e l'altra arancione.
- HD 112014 è una coppia di stelle bianche visibili ad occhio nudo come un'unica stella; per poterle risolvere è necessario un piccolo telescopio.
- HD 21769 è una stella al limite estremo della visibilità ad occhio nudo; un telescopio può risolverla in due componenti di sesta e di ottava grandezza, dove la primaria ha un colore bianco e la secondaria azzurro.

| Principali stelle doppie |                                          |                                          |             |             |                                 |           |
| Nome                     | Coordinate equatoriali all'epoca J2000.0 | Coordinate equatoriali all'epoca J2000.0 | Magnitudine | Magnitudine | Separazione (in secondi d'arco) | Colore    |
| Nome                     | AR                                       | Dec                                      | A           | B           | Separazione (in secondi d'arco) | Colore    |
| HD 21447                 | 03h 30m 01s                              | +55° 26′ 54″                             | 5,1         | 8,9         | 14,8                            | b + b     |
| HD 21769                 | 03h 33m 32s                              | +58° 45′ 54″                             | 6,4         | 8,1         | 20,4                            | b + azz   |
| HD 25639                 | 04h 07m 51s                              | +62° 19′ 48″                             | 6,9         | 7,0         | 18,1                            | azz + azz |
| 1 Camelopardalis         | 04h 32m 01s                              | +53° 54′ 39″                             | 5,8         | 6,9         | 10,3                            | azz + b   |
| 11 - 12 Camelopardalis   | 05h 07m :                                | +58° 58′ :                               | 5,1         | 6,1         | 180                             | azz + ar  |
| HD 112014                | 12h 49m 06s                              | +83° 25′ 04″                             | 5,3         | 5,8         | 21,6                            | b + b     |

### Stelle variabili
Le stelle variabili sono abbondanti, grazie anche alle grandi dimensioni della costellazione; qua sono riportate solo le più luminose.
Fra le tante Mireidi spicca la R Camelopardalis, che quando è al massimo della luminosità è di settima magnitudine, dunque alla portata di un binocolo; quando è al minimo è di quattordicesima. S Camelopardalis è molto simile, ma con escursioni più dirotte, mentre la V Camelopardalis scende al minimo fino alla sedicesima grandezza, diventando invisibile anche ad un telescopio piuttosto potente.
RX Camelopardalis è una variabile Cefeide che pulsa in quasi otto giorni fra la settima e l'ottava magnitudine.
Fra le variabili a eclisse spicca SV Camelopardalis, una binaria spettroscopica che in poche ore oscilla fra l'ottava e la nona grandezza.
| Principali stelle variabili |                                          |                                          |             |             |                  |                                 |
| Nome                        | Coordinate equatoriali all'epoca J2000.0 | Coordinate equatoriali all'epoca J2000.0 | Magnitudine | Magnitudine | Periodo (giorni) | Tipo                            |
| Nome                        | AR                                       | Dec                                      | Max.        | Min.        | Periodo (giorni) | Tipo                            |
| R Camelopardalis            | 14h 17m 51s                              | +83° 49′ 53″                             | 6,97        | 14,4        | 270,22           | Mireide                         |
| S Camelopardalis            | 05h 41m 02s                              | +68° 47′ 55″                             | 7,7         | 11,6        | 327,26           | Mireide                         |
| T Camelopardalis            | 04h 40m 09s                              | +66° 08′ 49″                             | 7,3         | 14,4        | 373,20           | Mireide                         |
| V Camelopardalis            | 06h 02m 32s                              | +74° 30′ 27″                             | 7,7         | 16,0        | 522,45           | Mireide                         |
| X Camelopardalis            | 04h 45m 42s                              | +75° 06′ 03″                             | 7,4         | 14,2        | 143,56           | Mireide                         |
| RS Camelopardalis           | 08h 50m 49s                              | +78° 57′ 41″                             | 7,9         | 9,7         | 88,6             | Semiregolare pulsante           |
| RX Camelopardalis           | 04h 04m 58s                              | +58° 39′ 35″                             | 7,3         | 8,1         | 7,91             | Cefeide                         |
| SV Camelopardalis           | 06h 41m 19s                              | +82° 16′ 02″                             | 8,4         | 9,1         | 0,5931           | Eclisse (binaria spettroscopica |
| AW Camelopardalis           | 06h 47m 28s                              | +69° 37′ 45″                             | 8,22        | 8,66        | 0,7713           | Eclisse                         |
| BD Camelopardalis           | 03h 42m 09s                              | +63° 13′ 00″                             | 5,04        | 5,17        | -                | Semiregolare                    |
| FF Camelopardalis           | 07h 46m 53s                              | +81° 40′ 57″                             | 7,71        | 8,02        | -                | Stella Be                       |

## Oggetti non stellari

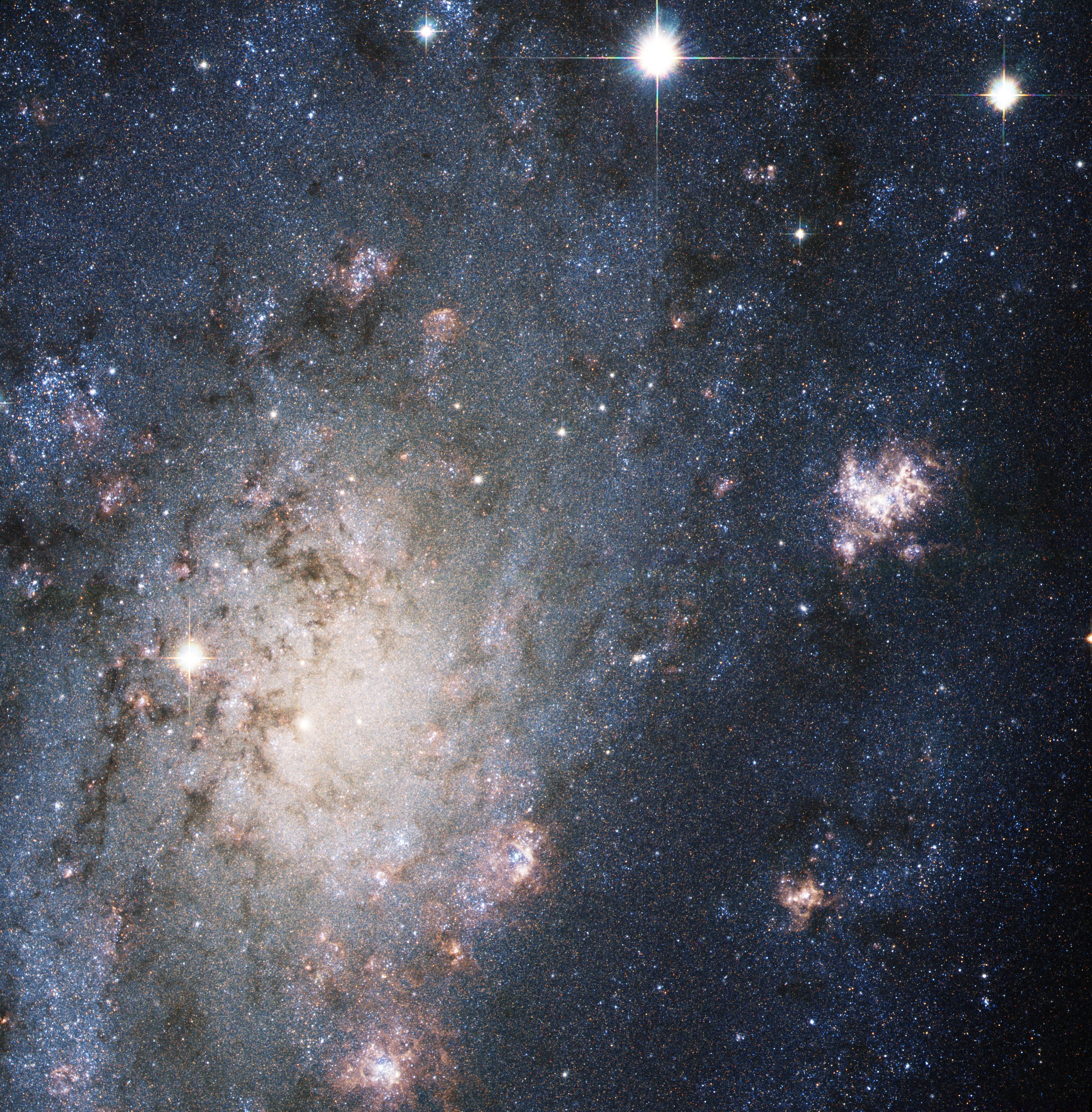
NGC 2403, una grande galassia spirale visibile anche con unn piccolo strumento.

La Giraffa poggia in parte sulla Via Lattea, ma il ramo in cui si trova appare come il più oscurato dell'intera volta celeste, al punto che anche in direzione dell'equatore galattico la caratteristica scia chiara è quasi del tutto assente; la causa dell'oscuramento sono i grandi banchi di polvere locali appartenenti al nostro braccio di spirale, il Braccio di Orione. Come conseguenza, anche il numero degli oggetti non stellari interni alla nostra galassia è scarso.
Fra gli ammassi aperti l'unico facilmente osservabile è NGC 1502, di settima magnitudine e formato da una cinquantina di stelle, visibile anche con un binocolo: si tratta di uno degli ammassi aperti più antichi che si conoscano. Un oggetto curioso è la Cascata di Kemble, un asterismo formato da una lunga sequenza di stelle dalla sesta alla nona magnitudine; non si tratta in realtà di un oggetto fisico, poiché le sue stelle si trovano a distanze diverse e appaiono allineate per un semplice effetto prospettico. In aggiunta a questi due oggetti vi è l'enigmatico Stock 23, situato sul confine con Cassiopea e considerato a volte un ammasso aperto e altre volte un semplice asterismo; si tratta di un oggetto piuttosto appariscente e formato da stelle di magnitudine 7 e 8, ben risolvibile anche con un binocolo.
Le polveri oscuranti rendono difficoltosa anche l'osservazione delle galassie, al punto che alcune di esse, anche a causa dello scarso interesse dedicato per quest'area di cielo fino al XX secolo, sono state scoperte sono in epoche relativamente recenti. Fra queste spicca IC 342, appartenente al Gruppo di galassie di Maffei 1, adiacente al nostro Gruppo Locale; la sua magnitudine, pari a 9,1, risente dell'oscuramento ad opera delle polveri galattiche. Un'altra galassia relativamente vicina e luminosa è NGC 2403: essa non risente dell'oscuramento poiché si trova lontana dalla scia della Via Lattea, sul confine con l'Orsa Maggiore; fa parte del gruppo di galassie a cui appartiene anche M81.
| Principali oggetti non stellari |                                          |                                          |                |             |                                        |                    |
| Nome                            | Coordinate equatoriali all'epoca J2000.0 | Coordinate equatoriali all'epoca J2000.0 | Tipo           | Magnitudine | Dimensioni apparenti (in primi d'arco) | Nome proprio       |
| Nome                            | AR                                       | Dec                                      | Tipo           | Magnitudine | Dimensioni apparenti (in primi d'arco) | Nome proprio       |
| Stock 23                        | 03h 16m 11s                              | +60° 06′ 54″                             | Ammasso aperto | 6:          | 15                                     | Ammasso di Pazmino |
| IC 342                          | 03h 46m 48s                              | +68° 05′ 46″                             | Galassia       | 9,1         | 21,4 x 20,9                            |                    |
| Cascata di Kemble               | 03h 57m :                                | +63° 04′ :                               | Asterismo      | 6:          | 180                                    |                    |
| NGC 1502                        | 04h 07m 50s                              | +62° 19′ 54″                             | Ammasso aperto | 6,9         | 20,0                                   |                    |
| NGC 2146                        | 06h 18m 38s                              | +78° 21′ 21″                             | Galassia       | 10,5        | 5,2 x 3,1                              |                    |
| NGC 2336                        | 07h 27m 04s                              | +80° 10′ 42″                             | Galassia       | 10,5        | 6,1 x 3,3                              |                    |
| NGC 2403                        | 07h 36m 51s                              | +65° 36′ 09″                             | Galassia       | 8,9         | 21,9 x 12,3                            |                    |
| NGC 2655                        | 08h 55m 39s                              | +78° 13′ 25″                             | Galassia       | 10,3        | 4,4 x 3,0                              |                    |

## Sistemi planetari
Nella costellazione della Giraffa sono note alcune stelle con un sistema planetario aventi un solo pianeta noto. HD 33564 b è un gigante gassoso molto denso con una massa minima di oltre nove volte quella di Giove, che ruota con un'orbita fortemente eccentrica attorno alla stella madre, attraversando pure la zona abitabile; anche HD 104985 b è un gigante gassoso, la cui massa è oltre sei volte quella di Giove.
| Sistemi planetari |                                          |                                          |             |                   |                              |
| Nome del sistema  | Coordinate equatoriali all'epoca J2000.0 | Coordinate equatoriali all'epoca J2000.0 | Magnitudine | Tipo di stella    | Numero di pianeti confermati |
| Nome del sistema  | AR                                       | Dec                                      | Magnitudine | Tipo di stella    | Numero di pianeti confermati |
| HD 32518          | 05h 09m 37s                              | +69° 38′ 22″                             | 6,44        | Gigante arancione | 1 (b)                        |
| HD 33564          | 05h 22m 34s                              | +79° 13′ 51″                             | 5,08        | Nana gialla       | 1 (b)                        |
| HD 104985         | 12h 05m 15s                              | +76° 54′ 21″                             | 5,78        | Gigante gialla    | 1 (b)                        |

## Storia
Assieme alla Giraffa, Bartsch creò anche la Colomba di Noè, il Liocorno, il Rombo, la Mosca, la Tigre, il Giordano e il Gallo, tutte praticamente dimenticate. La Giraffa è sopravvissuta perché è andata a occupare una vasta regione del cielo (757 gradi quadrati) tra Cassiopea e l'Orsa Maggiore fino ad allora priva di punti di riferimento. Non è però facile individuarla, in quanto in essa nessuna stella supera la quarta magnitudine. Nonostante ciò i cinesi con le sue stelle formarono sette asterismi, tra i quali uno intitolato alla "Virtù non ostentata".